# Юхари-Яраг
Юхари-Яраг (лезг. Вини Ярагъ) — покинутый лезгинский аул в Сулейман-Стальском районе Дагестана. Согласно переписи 1886 года в селе проживало 751 человек.

## Этимология
Тюркский вариант названия Юхари-Ярагъ означает Верхний Яраг. Лезгинское название села — Вини Ярагъ — также означает Верхний Яраг.

## География
Село было расположено на территории Кюры в 78 километрах от Дербента и недалеко от Касумкента. Яраг располагался на юго-восточном склоне лесистого холма. Ввиду того, что село имело благоприятное географическое расположение, оно, как и Касумкент, занимало центральное положение в экономической, культурной и политической жизни кюринцев. По воскресеньям из различных торговых центров Восточного Кавказа (Ахты, Кураха, Дербента, Кубы и других) на ярагский базар приезжали купцы. Ярагцы торговали древесным углем, дровами, зерном, фруктами и так далее. Женщины занимались домашним хозяйством, ткали пестрые паласы и хурджины.

## История
В конце XVIII — начале XIX веков, в Вини-Яраге проживало 154 семьи, а само село занимало двадцать первое место среди 204 селений Кюры по численности населения. В Вини-Яраге была большая соборная мечеть. В медресе, которую открыл Исмаил, обучался его сын Магомед, известный как Магомед Ярагский, а также Джамалетдин Казикумухский, Кази-Магомед и Шамиль. С именем Магомеда Ярагского связан начальный этап освободительной борьбы дагестанских народов.
После Магомеда Ярагского в Ярагском медресе работал сын великого муршида Гаджи Исмаил-эфенди. Потом какое-то время медресе было закрыто. Гасан Алкадари в своей книге «Асари-Дагестан» пишет о том, что Гаджи Юсуф-хан в 1870-е годы возобновил в селении Яраг мечеть и медресе. А после смерти Юсуф хана его жена Бегимага-бике перестроила в лучшем виде соборную мечеть Вини-Ярага. Во время восстания 1877 года восстание в Яраге возглавил Эфенди Исмаилов.
К началу XX века в долине Самура в местности Аран у ярагцев были зимние пастбища. Во время зимовья ярагцы жили во времянках «казмаяр» (лезг. къазмаяр) Вот что об этом пишет С. О. Хан-Магомедов в своей работе «Народное жилище Южного Дагестана»:
«Первое время казмаляры… представляли собой только „зимовники“ и земли вокруг них использовались лишь под пастбища. Позднее на казмалярах появляется земледелие. Большинство семей сначала вело два хозяйства в основном ауле и на казмалярах, однако постепенно часть населения оседала в казмалярах на постоянное жительство. Так произошло и с Ярагом. На месте бывших „къазмаяр“ образовалось село Ярагказмаляр. Большинство жителей Ярага (причем обоих сел Вини-Яраг и Ага-Яраг) в большинстве своем переселились в новое село. Некоторые Ярагцы осели в близлежащих селах Целегюн, Магарамкент и др.».
Ко времени установления советской власти (1921—1924 год) в селе были свое медресе, четыре магазина и мельница.
В 1928 году бурные воды Самура затопили село. Ярагцам пришлось в третий раз менять место жительства чуть выше. На новом месте был организован колхоз «Бахар» (лезг. Багьар), построили новую школу. В 1935 году в колхозе построили свою ГЭС.
В годы Великой отечественной войны более 80 ярагцев погибли на полях сражений. В 1963 году на месте колхоза «Бахар» был организован совхоз.
Село постепенно расширялось. Из Рутульского района сюда были переселены жители села Иче. Возле села имеются родники, которые обеспечивают водой жителей села. Село газифицировано, улицы покрыты асфальтом. Ярагцы разбросаны по всей России.